# Llarvén
Llarvén es una localidad perteneciente al municipio de Sort, en la provincia de Lérida, comunidad autónoma de Cataluña, España. En 2019 contaba con 11 habitantes.